# Могаммадабад (Аштіан)
Могаммадабад (перс. محمد اباد) — село в Ірані, у дегестані Мазрае-Нов, у Центральному бахші, шахрестані Аштіан остану Марказі. За даними перепису 2006 року, його населення становило 0 осіб, що проживали у складі 0 сімей.